# El Mezeraa
El Mezeraa là một đô thị thuộc tỉnh Tébessa, Algérie. Dân số thời điểm năm 2002 là 5.145 người.